# エクアドル・コロンビア地震 (1958年)
エクアドル・コロンビア地震（エクアドル・コロンビアじしん、1958 Ecuador–Colombia earthquake）は1958年1月19日午前9時7分（現地時間）にエクアドル・コロンビア沿岸部を襲ったマグニチュード7.6の地震。エクアドル・エスメラルダスの市街地の約30%が破壊された。この地震で111人が死亡、45人が負傷した。

## 地震のメカニズム
エクアドルとコロンビアはナスカプレートが南アメリカプレートの下に沈み込む収束型境界の上にある。収束速度は年間55ミリメートルで、沈み込みは境界に対してかなり斜めになっている。プレート境界のこの部分では、プレート境界面を500‐600キロメートルも破壊した1906年のエクアドル・コロンビア地震（Mw8.8）を含め、歴史的に巨大地震を引き起こしてきた。1906年以降、1942年（Mw7.8）、1958年（Mw7.7）、1979年（Mw8.2）に大きな地震が起きている。

## 被害
被害はコロンビアのトゥマコが特に大きく、いくつかの古い家屋と鉄道労働者のための木造住宅が倒壊した。パルプの乾燥のために用いられる製材所の大きなオーブンも崩壊した。新しい教会の壁にひびが入り、多くの建物の壁にひびが入った。デルモロ島の防波堤の端に設置された潮位計は屋根が崩落し、計器とそれが入った箱は水没した。木造住宅の山は南北方向に激しく揺れ、土台と地面の間に8センチの隙間が開いた。二つの隣接する建物は波型のトタン屋根がぶつかり、曲がっていた。トゥマコ島と隣接する島々を結ぶ堤防は崩れ、ひびが入った。瓶、花瓶、皿、カメラ、タイプライターなどが落ちて壊れた。浴槽の水は飛び散った。トゥマコとラ・エスプリエラの電柱はポストが倒れたため停電は24時間続いた。多くの市民が負傷した。トゥマコとエスメラルダスの住民は、立ったままでいることが困難であることに気付いた。地割れから水が噴き出し、マングローブの木が倒れた。
地震の揺れはコロンビアのパスト、イピアレス、イムエサ、トゥケレスで強かった。揺れは約40分間続いたが、物的損害はなかった。カリとペレイラでは住民がパニックになった。ボゴタでも地震計が揺れを観測した。
多くの余震が発生した。最も強い余震は1月19日の9時45分と2月1日に起きた。トゥマコの防波堤は地震で垂直に1センチ移動した。
地震で津波も発生し、エスメラルダスでは4人の税関職員が死亡した。津波はトゥマコとグアヤキルに被害を与えた。